# Heterogametiskt kön
Heterogametiskt kön refererar till könet av en art där de två könskromosomerna inte är av samma typ. Hos däggdjur (till exempel hos människan), har hanar en X- och en Y-kromosom och är därför av heterogametiskt kön. En hona, som har två X-kromosomer är därför av homogametiskt kön. Hos andra arter (till exempel fåglar) är honan av heterogametiskt kön och hanen av homogametiskt kön.